# Bārāsia River
Bārāsia River är ett vattendrag i Bangladesh.   Det ligger i provinsen Dhaka, i den centrala delen av landet, 90 kilometer sydväst om huvudstaden Dhaka.
Trakten runt Bārāsia River består till största delen av jordbruksmark. Runt Bārāsia River är det tätbefolkat, med 849 invånare per kvadratkilometer.